# Smokin' (험블 파이의 음반)
| 전문가 평가                   | 전문가 평가 |
| 평가 점수                     | 평가 점수   |
| 출처                          | 점수        |
| ----------------------------- | ----------- |
| AllMusic                      | [ 1 ]       |
| The Rolling Stone Album Guide | [ 2 ]       |

《Smokin'》은 1972년 A&M 레코드에 의해 발매된 영국의 록 밴드 험블 파이의 다섯 번째 스튜디오 음반이다. 이는 미국 빌보드 200 차트에서 6위로, 정점을 찍은 밴드의 국제적인 상업적 돌파구였으며 영국에서는 20위, 오스트레일리아에서는 9위를 기록했다.

## 배경
이 음반은 가수이자 공동 설립자인 스티브 메리어트를 밴드의 실질적인 리더로 배치한 기타리스트 피터 프램프턴이 떠난 후 험블 파이의 첫 번째 음반이었다. 《Smokin'》은 싱글 〈30 Days in the Hole〉의 성공으로 인해 밴드의 가장 많이 팔린 음반이다. 프램프턴의 후임자인 클렘 클렘프슨이 기타에 피처링한 첫 번째 그룹의 음반이다.
《Smokin'》에는 에디 코크런의 〈C'mon Everybody〉, 주니어 워커의 〈Road Runner〉, 와와 라덴 슬로우 블루스 〈I Wonder〉의 극적으로 느린 버전이 포함되어 있다. 섬세한 어쿠스틱 넘버로 시작하는 〈You're So Good for Me〉는 궁극적으로 완전한 가스펠 음악 레이브업으로 변형되며, 이는 나중에 블랙 크로우스와 같은 밴드에 영향을 미칠 요소이다.
알렉시스 코너는 수록곡 〈Old Time Feelin'〉을 맡았으며, 메인 보컬은 클렘 클렘프슨과 마틴 티플, 만돌린 타입의 기타를 연주하는 코너가 맡았다. 이 곡의 사운드는 그들의 첫 음반에 수록된 〈Alabama '69〉을 연상시킨다.
스티븐 스틸스는 〈Road Runner 'G' Jam〉 (제목은 잼 세션에서 노래를 개발하는 밴드의 습관에 대한 고개를 끄덕이는 것)에 게스트로 참여하며, 옆집에서 자신의 세션을 녹음한 후 천천히 타다가 역동적인 R&B 곡인 〈Hot 'n' Nasty〉에 오버 더빙된 백 보컬을 추가했다.

## 곡 목록
| #  | 제목                      | 작사·작곡                                                | 재생 시간 |
| -- | ------------------------- | -------------------------------------------------------- | --------- |
| 1. | 〈Hot 'n' Nasty〉         | 스티브 메리어트, 그레그 리들리, 클렘 클렘프슨, 제리 셜리 | 3:22      |
| 2. | 〈The Fixer〉             | 메리어트, 리들리, 클렘프슨, 셜리                         | 5:02      |
| 3. | 〈You're So Good for Me〉 | 메리어트, 리들리                                         | 3:50      |
| 4. | 〈C'mon Everybody〉       | 제리 케이프하트, 에디 코크런                             | 5:13      |
| 5. | 〈Old Time Feelin'〉      | 민요, 메리어트                                           | 4:00      |

| #  | 제목                                  | 작사·작곡                                                                     | 재생 시간 |
| -- | ------------------------------------- | ----------------------------------------------------------------------------- | --------- |
| 6. | 〈30 Days in the Hole〉               | 메리어트                                                                      | 3:57      |
| 7. | 〈Road Runner/Road Runner's 'G' Jam〉 | 브라이언 홀랜드, 라몬트 도지어, 에디 홀랜드, 메리어트, 리들리, 클렘프슨, 셜리 | 3:43      |
| 8. | 〈I Wonder〉                          | 세실 갠트, 레이먼드 레빈                                                      | 8:53      |
| 9. | 〈Sweet Peace and Time〉              | 메리어트, 리들리, 클렘프슨, 셜리                                              | 5:48      |